# Кубок Нігерії з футболу
Кубок Нігерії з футболу (англ. Nigerian FA Cup) — другий за значенням футбольний турнір Нігерії. Заснований 1942 року під назвою War Memorial Challenge Cup, є офіційним з 1945 року.

## Фінали

### War Memorial Challenge Cup
- 1942 : «ЗАК Бомберс» 1-0 «Сервісес»
- 1943 : «Лагос Марін» 3-2 РАФ
- 1944 : «Лагос Рейлвейз» 2-0 «Марін»
- 1945 : «Лагос Рейлвейз» 1-1 (4-1 пен.]) «Лагос Юнайтед»

### Кубок Губернатора
- 1945 : «Марін» 1-0 «Корінтіанс»
- 1946 : «Лагос Рейлвейз» 3-1 «Порт-Гаркорт»
- 1947 : «Марін» 3-1 «Лагос Рейлвейз»
- 1948 : «Лагос Рейлвейз» 1-0 «Варрі»
- 1949 : «Лагос Рейлвейз» 3-0 «Порт-Гаркорт»
- 1950 : «Лагос УАК» 3-2 «Порт-Гаркорт»
- 1951 : «Лагос Рейлвейз» 3-2 «Майті Джетс» (Джос)
- 1952 : «Лагос ПАН Банк» 6-0 «Варрі» (Mid-West)
- 1953 : «Кано Пілларс» 2-1 «Лагос Дайнамос»

### Кубок Федерації Нігерії
- 1954 : «Калабар» 3-0 «Кано Пілларс»
- 1955 : «Порт-Гаркорт» 4-1 «Варрі»
- 1956 : «Лагос Рейлвейз» 3-1 «Варрі»
- 1957 : «Лагос Рейлвейз» 5-1 «Зарія»
- 1958 : «Порт-Гаркорт» 6-0 «Федерал Юнайтед»
- 1959 : «Ібадан Лайонз» 1-0 «Лагос Поліс Машін»

### Кубок виклику Нігерії
| Рік  | Переможець            | Рахунок        | Фіналіст              |
| ---- | --------------------- | -------------- | --------------------- |
| 1960 | «Лагос ЕКН»           | 5-2            | «Ібадан Лайонз»       |
| 1961 | «Ібадан Лайонз»       | 1-0            | «Лагос УАК»           |
| 1962 | «Лагос Поліс Машін»   | 1-0            | «Майті Джетс» (Джос)  |
| 1963 | «Порт-Гаркорт»        | 1-0            | «Майті Джетс» (Джос)  |
| 1964 | «Лагос Рейлвейз»      | 3-1            | «Майті Джетс» (Джос)  |
| 1965 | «Лагос ЕКН»           | 3-1            | «Майті Джетс» (Джос)  |
| 1966 | «Ібадан Лайонз»       | venció a       | «Майті Джетс» (Джос)  |
| 1967 | «Стейшонарі Стоурз»   | 3-1            | «Майті Джетс» (Джос)  |
| 1968 | «Стейшонарі Стоурз»   | 3-1            | «Варрі»               |
| 1969 | «Ібадан Лайонз»       | 5-1            | «Варрі»               |
| 1970 | «Лагос ЕКН»           | 3-1            | «Майті Джетс» (Джос)  |
| 1971 | ВНДК Ібадан           | 2-1            | «Енугу Рейнджерс»     |
| 1972 | «Бендел Іншуренс»     | 2-2 (3-2 пен.) | «Майті Джетс» (Джос)  |
| 1973 | Не проводився         | Не проводився  | Не проводився         |
| 1974 | «Енугу Рейнджерс»     | 2-0            | «Майті Джетс» (Джос)  |
| 1975 | «Енугу Рейнджерс»     | 1-0            | «Шутінг Старз»        |
| 1976 | «Енугу Рейнджерс»     | 2-0            | «Алюфсалам Рокс»      |
| 1977 | «Шутінг Старз»        | 2-0            | «Ракка Роверз»        |
| 1978 | «Бендел Іншуренс»     | 3-0            | «Енугу Рейнджерс»     |
| 1979 | «Шутінг Старз»        | 2-0            | «Шаркс»               |
| 1980 | «Бендел Іншуренс»     | 1-0            | «Стейшонарі Стоурз»   |
| 1981 | «Енугу Рейнджерс»     | 2-0            | «Бендел Іншуренс»     |
| 1982 | «Стейшонарі Стоурз»   | 4-1            | «Нігер Торнодоз»      |
| 1983 | «Енугу Рейнджерс»     | 0-0 (5-4 пен.) | «ДІК Біз»             |
| 1984 | «Левентіс Юнайтед»    | 1-0            | «Абіола Бейбз»        |
| 1985 | «Абіола Бейбз»        | 0-0 (6-5 пен.) | «БСК Лайонз»          |
| 1986 | «Левентіс Юнайтед»    | 1-0            | «Абіола Бейбз»        |
| 1987 | «Абіола Бейбз»        | 1-1 (7-6 пен.) | «Енугу Рейнджерс»     |
| 1988 | «Івуаньянву Нейшнл»   | 3-0            | «Флеш Фламінгос»      |
| 1989 | «БСК Лайонз»          | 1-0            | «Івуаньянву Нейшнл»   |
| 1990 | «Стейшонарі Стоурз»   | 0-0 (5-4 пен.) | «Енугу Рейнджерс»     |
| 1991 | «Ель-Канемі Ворріорз» | 3-2            | «Кано Пілларс»        |
| 1992 | «Ель-Канемі Ворріорз» | 1-0            | «Стейшонарі Стоурз»   |
| 1993 | «БСК Лайонз»          | 1-0            | «Плато Юнайтед»       |
| 1994 | «БСК Лайонз»          | 1-0            | «Юліус Бергер»        |
| 1995 | «Шутінг Старз»        | 2-0            | «Катсіна Юнайтед»     |
| 1996 | «Юліус Бергер»        | 1-0            | «Катсіна Юнайтед»     |
| 1997 | «БСК Лайонз»          | 1-0            | «Катсіна Юнайтед»     |
| 1998 | «Віккі Турістс»       | 0-0 (3-2 пен.) | «Плато Юнайтед»       |
| 1999 | «Плато Юнайтед»       | 1-0            | «Івуаньянву Нейшнл»   |
| 2000 | «Нігер Торнадоз»      | 1-0            | «Енугу Рейнджерс»     |
| 2001 | «Долфінс»             | 2-0            | «Ель-Канемі Ворріорз» |
| 2002 | «Юліус Бергер»        | 3-0            | «Лобі Старз»          |
| 2003 | «Лобі Старз»          | 2-0            | «Шаркс»               |
| 2004 | «Долфінс»             | 1-0            | «Енугу Рейнджерс»     |
| 2005 | «Еньїмба»             | 1-1 (6-5 пен.) | «Лобі Старз»          |
| 2006 | «Долфінс»             | 2-2 (5-3 пен.) | «Бендел Іншуренс»     |
| 2007 | «Долфінс»             | 1-1 (3-2 пен.) | «Енугу Рейнджерс»     |
| 2008 | «Оушен Бойз»          | 2-2 (7-6 пен.) | «Гомбе Юнайтед»       |
| 2009 | «Еньїмба»             | 1-0            | «Шаркс»               |
| 2010 | «Кадуна Юнайтед»      | 3-3 (3-2 пен.) | «Еньїмба»             |
| 2011 | «Гартленд»            | 1-0            | «Еньїмба»             |
| 2012 | «Гартленд»            | 2-1            | «Лобі Старз»          |
| 2013 | «Еньїмба»             | 2-2 (5-4 пен.) | «Варрі Вулвз»         |

## Переможці
- Починаючи з 1945 року

| Клуб                  | Перемог | Роки перемог                                   |
| --------------------- | ------- | ---------------------------------------------- |
| «Шутінг Старз»        | 8       | 1959, 1961, 1966, 1969, 1971, 1977, 1979, 1995 |
| «Лагос Рейлвейз»      | 7       | 1946, 1948, 1949, 1951, 1956, 1957, 1964       |
| «Енугу Рейнджерс»     | 5       | 1974, 1975, 1976, 1981, 1983                   |
| «БСК Лайонз»          | 4       | 1989, 1993, 1994, 1997                         |
| «Долфінс»             | 4       | 2001, 2004, 2006, 2007                         |
| «Стейшонарі Стоурз»   | 4       | 1967, 1968, 1982, 1990                         |
| «Еньїмба»             | 3       | 2005, 2009, 2013                               |
| «Гартленд»            | 3       | 1988, 2011, 2012                               |
| «Бендел Іншуренс»     | 3       | 1972, 1978, 1980                               |
| «Лагос ЕКН»           | 3       | 1960, 1965, 1970                               |
| «Порт-Гаркорт»        | 3       | 1955, 1958, 1963                               |
| «Абіола Бейбз»        | 2       | 1985, 1987                                     |
| «Ель-Канемі Ворріорз» | 2       | 1991, 1992                                     |
| «Юліус Бергер»        | 2       | 1996, 2002                                     |
| «Левентіс Юнайтед»    | 2       | 1984, 1986                                     |
| «Марін»               | 2       | 1945, 1947                                     |
| «Калабар»             | 1       | 1954                                           |
| «Кадуна Юнайтед»      | 1       | 2010                                           |
| «Кано Пілларс»        | 1       | 1953                                           |
| «Лагос ПАН Банк»      | 1       | 1952                                           |
| «Лагос УАК»           | 1       | 1950                                           |
| «Лобі Старз»          | 1       | 2003                                           |
| «Нігер Торнадоз»      | 1       | 2000                                           |
| «Оушен Бойз»          | 1       | 2008                                           |
| «Плато Юнайтед»       | 1       | 1999                                           |
| «Лагос Поліс Машін»   | 1       | 1962                                           |
| «Віккі Турістс»       | 1       | 1998                                           |